# مجرد يوم آخر
«مجرد يوم آخر» (just another day) فيلم قصير للمخرج الفلسطيني هشام زريق يسرد قصة رجل عربي في أوروبا بعد أحداث 11 أيلول. تدور أحداث الفيلم في شقة هذا الرجل بأوروبا ويروي قصة يوم واحد في حياته؛ يوم تتعرض المدينة التي يعيش فيها إلى هجمات إرهابية؛ يوم يشعر فيه بالحزن لأن الفتاة التي يحبها تخلت عنه بسبب جنسيته؛ يوم يصور وضع العرب في الغرب بعد أحداث 11 أيلول.
شارك الفيلم «مجرد يوم آخر» للمخرج الفلسطيني هشام زريق في مهرجان دمشق السينمائي 2010.

## روابط داخلية
- هشام زريق
- أبناء عيلبون